# Tinara Moore
Pour les articles homonymes, voir Moore.
Tinara Moore, née le 2 avril 1996 à Southgate (Michigan), est une joueuse américaine de basket-ball.

## Biographie
Non draftée, la joueuse formée à Central Michigan qui a amené les Chippewas au Sweet Sixteen en 2018, est signée pour le camp d'entraînement des Mystics de Washington an avril 2018.
En 2019-2020, elle joue en Espagne avec Cadi La Seu, qui disputer les quarts de finale de la coupe de La Reine (battue 56-51 par Gérone) et termine à la sixième place du championnat, avec des moyennes de 15,3 points et 7 rebonds, ce qui lui permet d'être élue meilleure joueuse de la ligue espagnole.

## Distinctions personnelles
- Meilleure joueuse de la ligue espagnole (2020)[3]
- Deuxième cinq de la Mid-American Conference (2016[4])
- Meilleur cinq de la MAC (2017[4])
- Meilleure défenseuse de la MAC (2017, 2018[4])
- Meilleure joueuse de la MAC (2018[4])